# Peeper
Peeper es una película de comedia de misterio estadounidense de 1975 dirigida por Peter Hyams y protagonizada por Michael Caine y Natalie Wood, le siguen Kitty Winn y Michael Constantine.
Peeper, una parodia del cine negro de la década de 1940 ,fue un fracaso de taquilla que puso en peligro la carrera de Hyams y casi le impidió obtener financiación para producir Capricorn One.

## Sinopsis
La película está ambientada en Los Ángeles en 1947. Un criminal que huye de unos asesinos a sueldo llega a la oficina de un detective privado llamado Tucker y le pide que encuentre a una hija que dejó en un orfanato en 1918. El hombre tiene una cantidad sustancial de dinero que quiere darle a la chica. La búsqueda de Tucker lo lleva hasta dos hermanas, hijas de una viuda rica de Beverly Hills. Tucker está seguro de que una de las hermanas es la hija del hombre, pero no está seguro de cuál es la correcta. Mientras tanto, los asesinos que perseguían al cliente de Tucker ahora persiguen al detective, y Tucker también descubre que el cuñado de la viuda puede estar chantajeando a las dos niñas y/o malversando a la viuda. Tucker también sigue encontrándose con un misterioso extraño que parece saber más de lo que admite y puede que esté trabajando o no con su cuñado. Al final, todos terminan en un crucero con destino a Sudamérica y los diversos misterios se resuelven.

## Reparto
- Michael Caine como Leslie C. Tucker
- Natalie Wood como Ellen Prendergast
- Kitty Winn como Marianne Prendergast
- Michael Constantine como Anglich
- Thayer David como Frank Prendergast
- Timothy Carey como Sid (acreditado como Timothy Agoglia Carey)
- Liam Dunn como Billy Pate
- Don Calfa como Rosie
- Dorothy Adams como Mrs. Prendergast
- Buffy Dee como el mismo
- Robert Ito como Butler
- Liz Renay como Stripper
- Paul Jabara como Janitor

## Recepción

### Crítica
La película obtiene una calificación del 22% en Rotten Tomatoes , según 8 reseñas. Variety la calificó de “fantasía endeble”. Por otro lado, la reseña de Bill Cosford en The Miami Herald es un elogio y califica la película como “un encanto absoluto... que toca las notas correctas una y otra vez”.